# Сольский сельсовет
Сольский сельсовет (бел. Сольскi сельсавет) — административная единица на территории Сморгонского района Гродненской области Белоруссии. Административный центр — агрогородок Солы. Население на 1 января 2022 года составляет 2475 человек.

## История
Образован в 1940 г.

## Состав
Сольский сельсовет включает 39 населённых пунктов:
- Ажугеры — деревня.
- Белюны — деревня.
- Берёзовая Роща — деревня.
- Валейковичи — деревня.
- Варакумщизна — деревня.
- Гавдевичи — деревня.
- Гайди — деревня.
- Дегиси — деревня.
- Дордишки — деревня.
- Желигово — деревня.
- Заболотье — деревня.
- Заозерцы — деревня.
- Ивашковцы — деревня.
- Клочки — деревня.
- Ковали — деревня.
- Крапивно — деревня.
- Кудишки — деревня.
- Кушляны — агрогородок.
- Малые Рачуны — деревня.
- Медрики — деревня.
- Мелевщина — деревня.
- Наздрачуны — деревня.
- Нестеняты — деревня.
- Осипаны — деревня.
- Подберёзы — деревня.
- Подболотцы — деревня.
- Потевичи — деревня.
- Рачкяны — деревня.
- Рачуны — деревня.
- Рудали — деревня.
- Рудишки — деревня.
- Слобода — деревня.
- Снигяны — деревня.
- Солы — агрогородок.
- Старая Рудня — деревня.
- Стрипуны — деревня.
- Тижишки — деревня.
- Щёпаны — деревня.
- Ябровичи — деревня.

## Культура

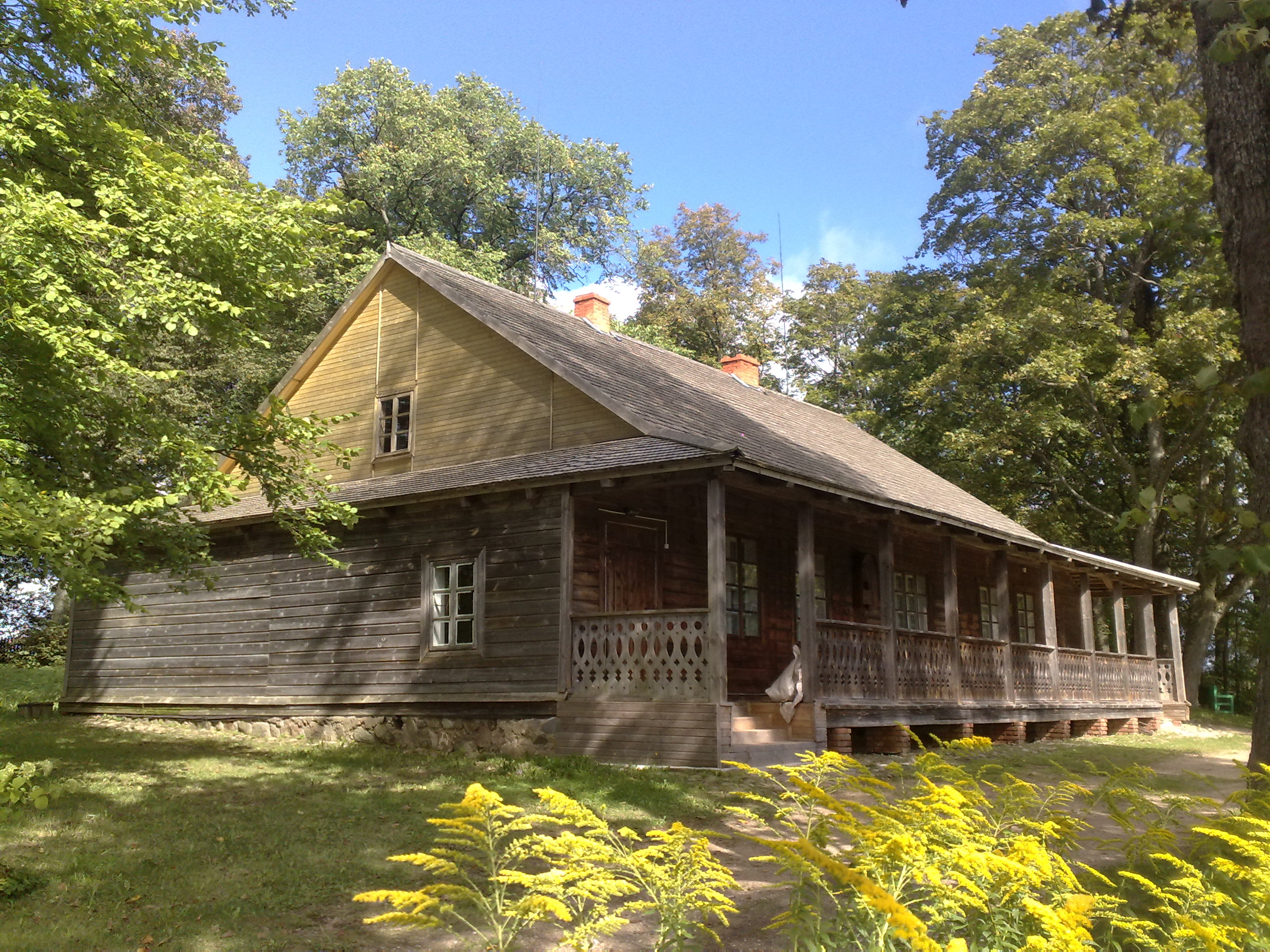
Музей-усадьба Франтишка Богушевича «Кушляны»

- Музей-усадьба Франтишка Богушевича «Кушляны»Музей-усадьба Франтишка Богушевича «Кушляны» — филиал учреждения «Государственный музей истории белорусской литературы» в аг. Кушляны